# Jürgen Heuser
Jürgen Heuser, född 13 mars 1953 i Barth i Mecklenburg-Vorpommern, är en före detta östtysk tyngdlyftare.
Heuser blev olympisk silvermedaljör i +110-kilosklassen i tyngdlyftning vid sommarspelen 1980 i Moskva.